# Beijar na Boca
Beijar Na Boca é uma canção da cantora brasileira Claudia Leitte, contida em seu primeiro álbum solo Ao Vivo em Copacabana (2008). Foi lançada em 9 de novembro de 2008 como o terceiro single do álbum. A canção foi composta por Blanch Van Gogh e Roger Tom da banda Cogumelo Plutão. 
A canção obteve alto desempenho no Brasil, sendo a canção de ritmo axé mais executada nas rádios no período do Carnaval de 2009, além de ganhar onze prêmios durante o Carnaval. Foi certificado pela Associação Brasileira de Produtores de Discos (ABPD) como disco de diamante por 500 mil download digital pagos.

## Gravação
Beijar na Boca é originalmente da banda Cogumelo Plutão. A canção é composição de Blanch van Gogh e Roger Tom. Claudia Leitte regravou a canção em ritmo de axé para o álbum Ao Vivo em Copacabana. A gravação da faixa ocorreu no dia 17 de fevereiro de 2008 na praia de Copacabana. Sérgio Rocha e Robson Nonato foram os produtores da versão de Leitte.

## Lançamento e divulgação
A canção foi divulgada pela primeira vez no compacto de singles do álbum Ao Vivo em Copacabana, junto com a faixa Pássaros em 18 de março de 2008. Porém a canção foi enviada às rádios somente em 9 de novembro de 2008, sendo a música de trabalho do verão de Claudia Leitte. Em uma entrevista ao G1, Claudia falou sobre a escolha de Beijar na Boca como música do verão: "Eu acho que a música é fortíssima, quente. Os fãs têm que votar nela, mas se não for o hit do carnaval, vai ser o hit do verão."

## Desempenho nas paradas
Beijar na Boca alcançou a nona posição no ranking do Hot 100 Brasil. No ranking da Crowley Broadcast Analysis que futuramente virou o ranking da Billboard Brasil, a canção alcançou a segunda posição do Hot 100 no período de 22 de fevereiro de 2009 à 28 de fevereiro de 2009. A canção recebeu certificado de diamante pela ABPD pelas 500 mil cópias vendidas da canção por internet e telefonia.

## Formatos e faixas
- CD single

1. "Beijar na Boca" - 3:06

- Ao Vivo em Copacabana/Singles - download digital[5]

1. "Beijar na Boca" - 3:11
2. "Pássaros" - 3:49

## Prêmios e indicações
Lista de prêmios e indicações pela canção Beijar na Boca.
| Ano  | Premiação                       | Categoria          | Resultado |
| ---- | ------------------------------- | ------------------ | --------- |
| 2009 | Prêmio Aratu Online             | Melhor Música      | Venceu    |
| 2009 | Prêmio Portal Axezeiro          | Melhor Música      | Venceu    |
| 2009 | Troféu Band Folia               | Melhor Música      | Venceu    |
| 2009 | Troféu Castro Alves             | Melhor Música      | Venceu    |
| 2009 | Prêmio Correio Online           | Melhor Música      | Venceu    |
| 2009 | Prêmio Itapoan FM               | Melhor Música      | Venceu    |
| 2009 | Prêmio Piatã FM                 | Melhor Música      | Venceu    |
| 2009 | Prêmio Rádio Sociedade da Bahia | Melhor Música      | Venceu    |
| 2009 | Prêmio Record FM                | Melhor Música      | Venceu    |
| 2009 | Prêmio Sucesso FM               | Melhor Música      | Venceu    |
| 2009 | Troféu Oscar Folia              | Melhor Música      | Venceu    |
| 2009 | Prêmio Multishow                | Melhor Música      | Indicado  |
| 2009 | Trófeu Bahia Folia              | Música do Carnaval | Indicado  |